# GNU Hurd
GNU Hurd — вільна операційна система від проєкту GNU, що складається з мікроядра GNU Mach і набору програм-серверів. Разом з бібліотекою glibc, GNU Hurd забезпечує традиційні POSIX-сумісні інтерфейси прикладних програм, уможливлюючи таким чином портування багатьох програм для Unix-подібних операційних систем.
Розробка Hurd ведеться з 1990 року, але поки що проєкт далекий від завершення.

## Назва
HURD — це непрямий рекурсивний акронім від англ. HIRD of Unix-Replacing Daemons англ.  — HIRD демонів, що замінюють UNIX. В свою чергу HIRD — це непрямий рекурсивний акронім від HURD of Interfaces Representing Depth (HURD інтерфейсів, що втілюють глибину).
GNU/HURD — назва операційної системи від проєкту GNU, що використовує GNU Mach як мікроядро. Назву побудовано за аналогією з «GNU/Linux», що застосовується для операційних систем GNU на ядрі Linux. Використовується, коли потрібно явно вказати на відміну від GNU/Linux. Наприклад, проєкт Debian використовує його в назві ОС Debian GNU/Hurd, щоб відрізнити її від інших своїх систем на основі GNU — Debian GNU/Linux та Debian GNU/kFreeBSD.

## Ідеї Hurd
Hurd має мікроядерну архітектуру. Воно являє собою набір невеликих, автономно працюючих програм — серверів, які обмінюються між собою та програмами користувача формалізованими повідомленнями. Основа Hurd — мікроядро GNU Mach, реалізація Mach забезпечує взаємодію цих програм між собою.
Особливий клас серверів — транслятори. GNU MIG (Mach Interface Generator), є інструментом для трансляції файлів-визначень RPC (Remote Procedure Call) в код на мові Сі, яка потрібна для компіляції будь-якого пакету, що приймає або відправляє RPC-виклики, у тому числі для GNU Mach, GNU Hurd і GNU C Library (glibc).
Розв'язка компонентів операційної системи дозволяє модулізувати функції, зазвичай властиві монолітному ядру, і, таким чином, не тільки підвищити надійність операційної системи, але й спростити розпаралелювання завдань.
Завантаження операційної системи потребує програми-завантажника, що підтримує специфікацію Multiboot, такої, як GNU GRUB.

## Статус розробки
Станом на початок 2018 року, Hurd працює на комп'ютерах з 32-розрядною архітектурою x86, однак вже багато років перебуває у стані, далекому від стабільної версії. Скептики вважають, що в найближчий розумний проміжок часу Hurd не досягне рівня стабільності та простоти використання, необхідного для повсякденного застосування. В 2002-му Річард Столмен, керівник проєкту GNU, заявив про швидкий вихід готової для використання версії Hurd, проте його обіцянки не справдилися.
Була зроблена спроба портування Hurd на високопродуктивне мікроядро L4, проте з 2005-го року робота в цьому напрямку зупинена.
У 2005 році розроблявся дистрибутив під назвою Bee GNU/Hurd (неактивний). Також у 2010 році розроблявся дистрибутив GNU HURD на базі Arch Linux — Arch Hurd (неактивний станом на 2018 рік).

### Debian GNU/Hurd
В червні 2023 року розробники Debian GNU/Hurd випустили Debian GNU/Hurd 2023 з виправленням помилок в драйверах.

## Іменування дисків в Hurd
Іменування дисків — це нотація, яка визначає порядок формування ідентифікаторів або імен для звернення до пристроїв зберігання даних, які мають файлову систему певного типу, в середовищах різних операційних систем.
Якщо мова йде про йменуванні диску SCSI, необхідно знати номер пристрою SCSI; якщо це IDE диск, то необхідно знати, на якому контролері знаходиться цей диск, а також ведучий він чи підпорядкований. Система Hurd використовує угоду про найменування дисків, аналогічну вживаній в BSD; за цією угодою диски впорядковуються згідно з їхнім фізичним розташуванням за номерами починаючи з нуля. Ця схема найменування нагадує свій аналог у Linux. Там ведучий диск на головному контролері позначається як «hda», а підпорядкований диск як «hdb». На вторинному контролері ведучий диск та підпорядкований позначаються «hdc» і «hdd» відповідно. В системі Hurd диск «hda» буде називатися «hd0», а диск «hdb» буде позначатися «hd1» і т. д.
У системі Hurd, як і в BSD, розділи диску називаються «slices» (шари) і нумеруються, починаючи з одиниці. Тому, щоб сформувати ім'я для певного розділу диску, береться ім'я диску, до нього додається префікс «s» і слідом за ним додається номер розділу. Знову таки, це схоже на іменування дисків та розділів в Linux за винятком того що там немає префіксу «s», а для позначення диску використовується літера, а не цифра. Так, для прикладу, «hda1» називатиметься «hd0s1», тобто ім'я диску «hd0s1» — це перший розділ (slice) першого диска типу IDE.
GNU GRUB — це програма початкового завантаження операційної системи. Вона використовує зовсім іншу номенклатуру іменування дисків: вона отримує від BIOS дані про наявні диски та перетворює їх на свою внутрішню структуру в форматі масиву. Таким чином диски та розділи нумеруються в GRUB починаючи з нуля. Формат іменування дисків в GRUB такий: «(<диск>, <розділ>)». Тому ім'я «hd (0, 1)» позначає другий розділ на першому диску, який було виявлено засобами BIOS самого комп'ютера. Оскільки GRUB в наш час має функції tab-доповнення, користувачеві не потрібно докладати багато зусиль для визначення коректного значення імені диску та розділу.